# 陳銓 (乾隆進士)
陳銓（?—?），江蘇常熟人，清朝政治人物。进士出身。
乾隆二十二年（1757年），登进士，授福建福清县知县。